# Xã Osborn, Quận Mountrail, Bắc Dakota
Xã Osborn (tiếng Anh: Osborn Township) là một xã thuộc quận Mountrail, tiểu bang Bắc Dakota, Hoa Kỳ. Năm 2010, dân số của xã này là 285 người.